# Carpophage de Müller
Ducula mullerii
Espèce
Statut de conservation UICN

 LC  : Préoccupation mineure
Le Carpophage de Müller (Ducula mullerii) est une espèce d'oiseaux appartenant à la famille des  Columbidae.

## Nomenclature
Son nom est dédié au naturaliste Salomon Müller (1804-1863).

## Description
Cet oiseau mesure 38 à 41 cm de longueur pour une masse de 540 à 650 g. Il ne présente pas de dimorphisme sexuel.
Le front, la calotte et les lores sont rose grisâtre. La face, le menton et la gorge sont gris argenté. Un collier noir, plus large à l'arrière, marque le cou. Les côtés de la poitrine et le manteau sont marron et le reste des parties supérieures est gris foncé à l'exception de la queue noire avec une bande gris pâle. Le dessous du corps est rose mauve. La région anale et les sous-caudales sont châtain rougeâtre foncé. Les iris sont bruns. Le bec est grisâtre. Les pattes sont pourpres.

## Répartition
Cet oiseau peuple la Nouvelle-Guinée.

## Habitat
Cette espèce fréquente les mangroves, les ripisylves de plaine et les forêts primaires humides.

## Comportement
Cet oiseau vit en solitaire, en couples ou en petits groupes, parfois associé avec le Carpophage de Pinon ou le Carpophage argenté.

## Reproduction
Cet oiseau niche en colonies notamment dans des mangroves et sur des îlots. Le nid est généralement construit au-dessus de l'eau entre un et six mètres de hauteur. La femelle y pond un unique œuf blanc.

## Sous-espèces
Cet oiseau est représenté par deux sous-espèces :
- Ducula mullerii mullerii (Temminck, 1835) ;
- Ducula mullerii aurantia (Meyer, 1893) avec la calotte et les parties inférieures plus pâles et le manteau d'un marron plus lumineux.